# هنگ هفتم سواره‌نظام
هفتمین هنگ سواره نظام (انگلیسی: 7th Cavalry Regiment) هنگ سواره‌نظام نیروی زمینی ایالات متحده آمریکا است  که در سال ۱۸۶۶ ایجاد شد. این هنگ در بزرگترین پایگاه جهان یعنی پایگاه فورت هود در ایالت تگزاس کشور آمریکا قرار دارد.